# Český krkonošský spolek SKI Jilemnice
Český krkonošský spolek SKI Jilemnice je prvním samostatným lyžařským spolkem na území České republiky. Funguje ve městě Jilemnice nepřetržitě dodnes.

## Historie

### Založení spolku
Roku 1892 nechal Jan hrabě Harrach dovézt první dva páry lyží do Jilemnice. Podle dovezených vzorů pak nechala jeho lesní správa u koláře Josefa Soukupa v Horní Branné a sekerníka Antonína Vondráka v Dolních Štěpanicích vyrobit první místní lyže. První lyže byly určeny hlavně pro rychlejší přesuny hraběcímu lesnickému personálu, avšak brzy si je oblíbili i Jilemničtí měšťané.

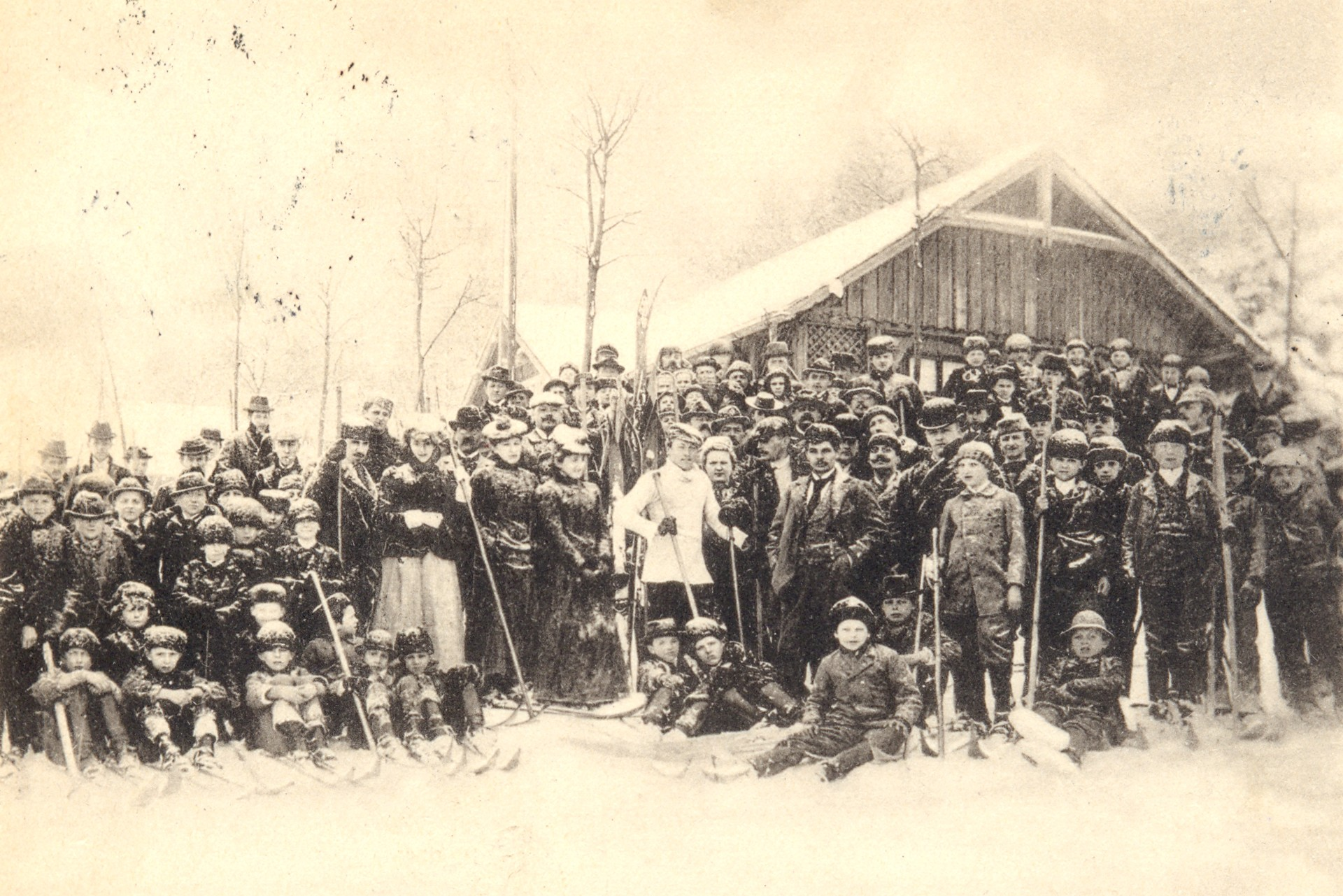
Závody v roce 1902 na Kozinci

Roku 1893 se zde koná první lyžařský výlet do přírody. 15. dubna 1894 se v Jilemnici sešlo 16 lyžařů pod vedením Jana Buchara a zrodila se myšlenka založení lyžařského spolku. Stanovy byly schváleny přesně o rok později, 15. dubna 1895 a 25. listopadu stejného roku se uskutečnila první valná hromada, kde byl ustaven první předseda spolku Rudolf Kazda (jilemnický kronikář a zakladatel Sokola v Jilemnici) a místopředseda František Mládek, Václav Bartoň, Ignác Bedrník, Jan Buchar, Oldřich Hrubý, Otakar Hrubý, Václav Lorenc, Jan Lukeš ml., ing. František Reich a Václav Voves (bývalý starosta Jilemnice). Za klubovní místnost si členové zvolili Kozinec. Spolek navázal velmi dobré vztahy s pražským Ski klubem.
Cílem spolku bylo „vyučovati a pěstovati jízdu na ski na zasněžených místech, pořádati výlety jednotlivců aneb celého spolku za účelem zábavním a vědeckým, uveřejňovati je v časopisech veřejných i sportovních, pořádati závody, zábavy a veřejné přednášky“.

### Předválečné období
Již roku 1895 se v Jilemnici konají první regulérní lyžařské závody a roku 1897 pořádá spolek první mezinárodní lyžařské závody v Dolních Štěpanicích. Závod se skládal z jízdy o mistrovství Krkonoš na 12 km, jízdy zahajovací na 1000 m, jízdy chlapců do 18 let na 1000 m, jízdy chlapců do 14 let na 500 m a hlavní jízdy na 6 km. Vedle běžeckých disciplín se zde prosadil i skok a poprvé se jela také jízda dam. Můstek, na kterém závodníci skákali, byl postaven v Dolních Štěpanicích roku 1896.

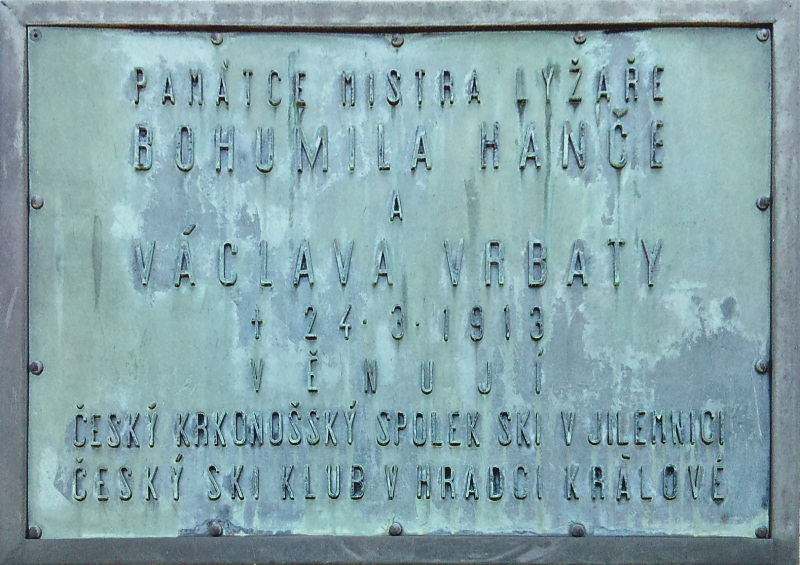
Pomník Bohumila Hanče vyhotovený ČKS SKI Jilemnice

Dne 21. listopadu. 1903 byl v Jablonci nad Jizerou založen Svaz českých lyžařů jako vůbec první národní lyžařský svaz na světě. Zakládajícími členy byl kromě Českého Ski klubu Praha a Českého Ski klubu Vysoké nad Jizerou i Český Krkonošský spolek Ski Jilemnice. Prvním předsedou svazu se stal Jan Buchar, zakládající člen jilemnického ski klubu. Po něm převzal vedení svazu Josef Rössler-Ořovský.
Roku 1905 se poprvé jede závod na 50 kilometrů. V této době má Český krkonošský spolek SKI Jilemnice lyžaře se skvělými úspěchy: Hynek Bedrník, František Mládek, František K. Hron či Bohumil Hanč. V předválečném období zde také působilli instruktoři světových parametrů Haghbarth Steffens a Smith Kielland. Nad XVII. ročníkem mezinárodních závodů (13. až 14. ledna 1912) přijali osobní záštitu arcivévoda Karel se svou chotí Zitou.

### Meziválečné období
Meziválečné období bylo pro spolek extrémně úspěšné. V roce 1923 byl dostavěn na kopci Kozinec skokanský můstek (tehdy jako jeden z největších). Na II. ZOH ve Svatém Mořici vyslal ČKS SKI Jilemnice tři sportovce (do 25členné reprezentace). Roku 1929 se v jilemnických ulicích na 15 km trati jel poprvé v Československu motoskijering. Roku 1931 se zde konal XXXVI. ročník mezinárodních závodů, zaštítěný prezidentem T. G. Masarykem. Ceny do závodu věnovali Vladimír Jiří Rott, Josef Rössler-Ořovský, Otto hrabě Harrach, město Praha a město Jilemnice. Skokům na lyžích přihlíželo 30 000 diváků a další poslouchali tento závod v prvním přímém lyžařském rozhlasovém přenosu, komentovaném Josefem Lauferem. Závod měl silnou mezinárodní účast a je považován za vrchol slávy jilemnického lyžařství.

### Mnichovská dohoda a období protektorátu
Mnichovská dohoda velmi zasáhla do života spolku – kvůli záboru Sudet nebylo možno využívat prostředí Krkonoš. Jilemničtí se po ztrátě Krkonoš i přes velká omezení nehodlali vzdát a činnost ukončit. Vrhli se proto na propagaci Podkrkonoší. V plném provozu udržovali místní kluziště, na kterém byla denně hudba. Pravidelně se kluziště využívalo také k hokeji. Závodníci z ČKS SKI Jilemnice ve válečném období se účastnili různých závodů, např. v Nové Pace nebo v Náchodě. Roku 1940 se do popředí dostal jilemnický lyžař Jaroslav Cardal. Dále také spolek pořádal lyžařské závody v Jilemnici, byť se soustředil hlavně na závody pro mládež.

### Po druhé světové válce
Spolek roku 1945 obnovuje naplno svou činnost, avšak po únoru 1948 jsou jeho funkcionáři odvoláni a k prvnímu lednu 1949 je spolek přejmenován na Tělovýchovnou jednotu Sokol Technolen Jilemnice – lyžařský oddíl. Z lyžařů obsazuje přední místa stále Cardal a je dokonce vyslán na VI. OH v Oslu, kde skončil čtrnáctý. V padesátých letech prodělal spolek ještě dvě změny názvu – v roce 1952 na DSO Slovan Jilemnice – lyžařský oddíl a následující rok na TJ Slovan Jilemnice – lyžařský oddíl.
V tom samém roce byl obnoven skokanský můstek na Chmelnici. Dne 10. ledna 1961 byla podepsána smlouva mezi TJ Slovan Jilemnice, Jedenáctiletou střední školou a Osmiletou střední školou v Jilemnici. Tato smlouva byla velmi důležitá pro rozvoj lyžování jilemnické mládeže. Obsahovala dohodu o bezplatném zapůjčování tělocvičny, hřiště a lyžařského zařízení pro zájmovou mimoškolní tělesnou výchovu – lyžování a pomoc trenérů oddílu. V šedesátých a sedmdesátých letech se do popředí dostala další známá jména, např. Stanislav Henych nebo Jan Fajstavr. Ve školním roce 1964 – 65 byla experimentálně otevřena sportovní třída pro běh na lyžích v Základní škole Komenského v Jilemnici. Ve školním roce 1972–73 byly sportovní třídy ministerstvem školství ustanoveny oficiálně. Sportovní zaměření tříd se ve škole zachovalo do současnosti.
V době politického uvolňování bylo umožněno používat zkratku SKI. Roku 1968 byl poprvé uspořádán závod v běhu do Vrchu Jilemnice – Žalý. Kvality závodů i samotných závodníků se držely povětšinou v první lize. Roku 1976 bylo neoficiálně a pokusně otevřeno sportovní gymnázium pod vedením tehdejšího ředitele PhDr. Josefa Jecha a ve školním roce 1981–82 byla oficiálně zřízena Internátní sportovní škola při Gymnáziu v Jilemnici ministerstvem školství. Jilemnická mládež je později velmi úspěšná (např. na III. mistrovství sportovních škol ve Vimperku, kde jilemnická škola vyhrála všechny hladké běhy krom kategorie mladších žáků a štafet. Dne 16. 1. 1977 proběhly na stadionu v Jilemnici první Lízátkové závody, závody pro předškoláky a první stupeň základních škol pořádané dodnes.

### Po sametové revoluci
Politické změny po listopadu 1989 se projevily i ve spolku. Jeho název se navrátil opět k původnímu Český krkonošský spolek Ski Jilemnice. Spolek pokračoval ve své činnosti, pořádali závody a připravovali závodníky. V červnu roku 1992 spolek vystoupil z Tělovýchovné jednoty a úplně se osamostatnil. Obrovským úspěchem pro ČKS SKI Jilemnice byly XVIII. ZOH v Naganu roku 1998. V české výpravě bylo 16 členů, kteří začínali svou kariéru jako žáci sportovních tříd ZŠ Komenského či Sportovního gymnázia v Jilemnici. Ve výpravě byl například Zdeněk Vítek, Kateřina Losmanová, Eva Háková nebo Jana Šaldová.
V roce 1997 postavil spolek lyžařský vlek na Kozinci, avšak po prvních dvou sezonách převedli vlek na město Jilemnice.
Roku 2001 byl uskutečněn závod Jilemnice – Žalý na nové trati se startem na náměstí a s novým, věčně putovním pohárem.

## Seznam předsedů ČKS SKI Jilemnice
1. Kazda Rudolf (1895–1898)
2. Hrubý Oldřich (1899–1901)
3. Hevera Karel (1901)
4. Hrubý Oldřich (1902)
5. Buchar Jan (1912–1919)
6. Bedrník Hynek (1920)
7. Buchar Jan (1920–1924)
8. Tureček Jiří (1925)
9. Buchar Jan (1926–1927)
10. Holub Otakar (1928–1941)
11. Krčan Zdeněk (1942–1944)
12. Mečíř Václav (1945)
13. Holub Otakar (1946–1947)
14. Bukovský Josef (1948–1949)
15. Mečíř Václav (1950)
16. Motyčka Josef (1951–1960)
17. Kracík Stanislav (1961–1987)
18. Vejnar Josef (1988–2000)
19. Henych Stanislav (2000–2018)
20. Randák Karel (2018-2022)
21. Barbora Horáčková (od 2022)

## Významní členové ČKS SKI Jilemnice
- Jan Buchar
- Bohumil Hanč
- Hynek Bedrník
- František Mládek
- Stanislav Henych
- Jaroslav Cardal
- Stanislav Řezáč
- Jan Fajstavr
- Josef Feistauer
- Anton Gottstein